# Drnje
Drnje (maďarsky Dörnye) je vesnice a správní středisko stejnojmenné opčiny v Chorvatsku v Koprivnicko-križevecké župě. Nachází se u řeky Drávy, asi 6 km severovýchodně od Koprivnice. V roce 2011 žilo v Drnje 970 obyvatel, v celé opčině pak 1 863 obyvatel.
Součástí opčiny jsou celkem 3 trvale obydlené vesnice.
- Botovo – 272 obyvatel
- Drnje – 970 obyvatel
- Torčec – 621 obyvatel

Vesnicí procházejí silnice D41, Ž2114 a Ž2260.